# 廷泰區
13°58′04″S 73°11′26″W / 13.96778°S 73.19056°W
廷泰區（西班牙語：Distrito de Tintay），是秘魯的一個區，位於該國南部阿普里馬克大區的艾馬賴斯省，始建於1961年12月27日，面積136.6平方公里，海拔高度2,772米，2005年人口3,986，人口密度每平方公里29人。